# Елефтерос Тіпос
Елефтерос Тіпос (грец. Ελεύθερος Τύπος — Вільна преса) — грецька щоденна газета, друкується в Афінах.

## Історія
Заснована в 1983 року видавничим фондом Ліліани Вудурі. В 1980-х роках, дотримуючись консервативної та ліберальної позицій, газета змагалась на перші сходинки серед найпопулярніших за продажами в Греції друкованих видань. На сучасному етапі перебуває під впливом ліво-центристських сил, критикується за про-європейську налаштованість у зовнішній політиці, а також підтримку ліберальних реформ в грецькій економіці.
2006 року газету придбав грецький бізнесмен Теодорос Ангелопулос, чоловік Яни Ангелопулу-Даскалакі, грецького політика, відомої тим, що була президентом Олімпійського організаційного комітету напередодні Олімпіади 2004 року в Афінах.
22 червня 2009 року загальними зборами акціонерів прийнято рішення про припинення діяльності вільної Ελεύθερος Τύπος і Radio City SA. Рішення викликало 24-годинний страйк представників ряду грецьких ЗМІ. 22 червня 2009 року газета повністю припинила свою роботу.
Права на назву газети отримала видавнича група DBAS. Перший випуск нової «Елефтерос Тіпос» вийшов друком 9 листопада 2009 року.